# Municipio de Valley Center (condado de Pawnee)
El municipio de Valley Center (en inglés: Valley Center Township) es un municipio ubicado en el condado de Pawnee en el estado estadounidense de Kansas. En el año 2010 tenía una población de 46 habitantes y una densidad poblacional de 0,5 personas por km².

## Geografía
El municipio de Valley Center se encuentra ubicado en las coordenadas 38°3′4″N 98°57′32″O / 38.05111, -98.95889. Según la Oficina del Censo de los Estados Unidos, el municipio tiene una superficie total de 92.4 km², de la cual 92,34 km² corresponden a tierra firme y (0,07 %) 0,06 km² es agua.

## Demografía
Según el censo de 2010, había 46 personas residiendo en el municipio de Valley Center. La densidad de población era de 0,5 hab./km². De los 46 habitantes, el municipio de Valley Center estaba compuesto por el 93,48 % blancos, el 6,52 % eran de otras razas. Del total de la población el 6,52 % eran hispanos o latinos de cualquier raza.